# Liste der italienischen Botschafter in Thailand
Die Liste der italienischen Botschafter in Thailand enthält die Botschafter der Italienischen Republik in Thailand. Sitz der Botschaft ist Bangkok.
| Name                     | Amtszeit  |
| ------------------------ | --------- |
| Guelfo Zamboni           | 1956–1959 |
| Ezio Mizzan              | 1959–1965 |
| Andrea Ferrero           | 1965–1969 |
| Eugenio Rubino           | 1969–1972 |
| Diego Soro               | 1972–1974 |
| Mario Prunas             | 1974–1978 |
| Francesco Ripandelli     | 1978–1984 |
| Francesco Guariglia      | 1984–1986 |
| Maurizio Battaglini      | 1986–1988 |
| Giorgio Vecchi           | 1988–1992 |
| Leopoldo Ferri de Lazara | 1992–1996 |
| Mario Piersigilli        | 1996–2001 |
| Stefano Starace Janfolla | 2001–2005 |
| Ignazio Di Pace          | 2005–2009 |
| Michelangelo Pipan       | 2009–2013 |
| Francesco Saverio Nisio  | 2013–2018 |
| Lorenzo Galanti          | seit 2018 |